# سون تزو
سون تزو (بالصينية: 孫子) (ولد في عام 551 قبل الميلاد، وتوفي عام 496 قبل الميلاد) هو جنرال صيني وخبير عسكري وفيلسوف، ذاع صيته بسبب عبقريته العسكرية التي اشتهر بها، وكتب مجموعة من المقالات العسكرية الإستراتيجية، حملت اسم كتاب فن الحرب. عاصر سون وو نهايات «عصر الربيع والخريف» الذي شهد تحول المجتمع الصيني من مجتمع العبيد إلى المجتمع الإقطاعي، حيث كثرت الحروب بين أكثر من 130 مملكة صغيرة، ما أدى في النهاية لظهور خمس ممالك قوية تنازعت فيما بينها على السلطة والحكم. هذه الحروب الطويلة لم تكن بمعزل عن سون تزو، إذ زادت من خبرته العسكرية وعمدت إلى صقل مواهبه وزادت من حكمته.
رحل سون وو إلى مملكة وو في شرق الصين (إلى الغرب من مدينة شنغهاي اليوم)، حيث عمد إلى وضع الكتابة الأولى لمؤلفه: فن الحرب، وبلغت شهرة كتاباته الملك، حيث قدم سون و 13 مقالة حول فن الحرب للملك الذي وبعد أن قرأها أولاها قدراً وتقديرا عاليين، جعله يعين سون تزو قائداً عاماً لجيش مملكة تشي، الذي عمد بعدها إلى تدريب الجنود وصقل مهاراتهم وتوسيع أطراف المملكة، وساعد على تحقيق الانتصار تلو الآخر وتوسعة تخوم المملكة.
مع توالي الانتصارات، زاد غرور الملك، وأصبح متكبرا لا يستمع إلى آراء واقتراحات الآخرين، ما دفع سون وو إلى ترك الملك والعيش في قرية بعيدة في الغابات، وحسب خبراته التي اكتسبها في تدريب القوات والحروب والقتال، عدل مؤلفه وجعله كاملاً منقحاً. بعد وفاة سون وو، تحول اسمه إلى سون تزو، وكلمة تزو في اللغة الصينية مثل كلمة أستاذ في اللغة العربية، وهي تعني الرجل الذي بلغ المراتب العليا في العلم والفلسفة.
يشتمل كتاب «فن الحرب» على ستة آلاف جملة /مقطع، ضمن 13 باب/مقالة، يجسد خلالها الأفكار العسكرية لسون تزو، واحتوى كذلك من بعده على شرح وتعليق من كبار القادة العسكريين الصينيين الذي تلوا سون تزو. أُطلق على «فن الحرب» أول كتاب عسكري قديم في العالم، والكتاب المقدس للدراسات العسكرية، واُستخدمت الأفكار النظرية والأفكار الفلسفية في الكتاب في المجالات العسكرية والسياسية والاقتصادية وغيرها بصورة واسعة.
بعض الأقوال من كتاب فن الحرب
الجزء الأول – وضع الخطة:
يقول السيد صن تسو: إنّ فن الحرب ذي أهميّةٍ بالغة للدولة.
إنها قضيّة حياة أو موت، وهي طريقٌ إمّا للبقاء أو للاندثار. لذا فهو موضوع ذي استحقاق ولا يمكن إهماله مهما كانت الأسباب.
إنّ فن الحرب محكوم بخمسة عوامل ثابتة، يجب أن يتم أخذها بالحسبان عند السعي لمعرفة حالات الفوز بالمعركة.
هذه الشروط هي: (1) القانون الأخلاقي (المعنوي)؛ (2) السماء؛ (3) الأرض؛ (4) القائد؛ (5) الطريقة والانضباط.
القانون الأخلاقي يجعل الناس في اتفاق كامل مع حاكمهم.
لذا سيتبعونه بغض النظر عن أرواحهم، وبدون أية مهابة لأي خطر كان.
و السماء تبيّن الليل والنهار، البرد والحرارة، الأوقات والفصول.
أمّا الأرض فتشمل المسافات العظيمة والصغيرة؛ الخطر والأمان؛ الأرض المفتوحة والممرات الضيقة؛ وفرص الحياة والموت.
و القائد يتحلّى بخصال الحكمة، والصدق، والتسامح، والشجاعة، والصرامة.
إنّ الطريقة والانضباط، يجب أن تُفهم على أنّها قيادة وتنظيم الجيش بأقسامه الصحيحة، وكيفية إعطاء الرتب للضباط، وصيانة الطرقات التي يمكن أن تستخدم لإيصال الإمدادات للجيش، والتحكم بالإنفاق العسكري.
هذه الرؤوس الخمسة يجب أن تكون مألوفة لأي قائد؛ فمن يعرفها سيكون المنتصر، ومن يعرفها لن تطاله الخسارة.
لذا، عليك في مشاوراتك، أثناء السعي لتحديد الحالة العسكرية، أن تجعل هذه الرؤوس هي أساس المقارنة، بهذه الحكمة:
من بين الملكين مشبع بالقانون الأخلاقي، المعنوي؟
من من بين القائدين يتمتع بالأهلية والقابلية؟
مع من تكمن أفضلية وفوائد السماء والأرض؟
أي جانب لديه الانضباط مفروض بصرامة وقوة؟
أي جيش أقوى؟
أي جانب لديه رجال وضباط مدربون بشكل أكبر؟
أي جيش فيه ثبات أكبر من ناحية المكافئات والعقاب؟
بواسطة هذه الاعتبارات السبعة، يمكنني أن أتنبأ بالربح أو بالخسارة.
القائد الذي يصغي إلى نصائحي ويعمل بها، سيفوز: ولنضع مثل هذا الشخص في المسؤولية. أمّا القائد الذي لا ينصت لنصحي ولا يعمل بها، سيواجه الفشل: دعنا ننبذ مثل هذا الشخص !
و طالما أنك تضع الانتفاع بنصائحي في المقدمة، فهذا لا يمنع استفادتك من أي حالة أو ظرف مساعد يتفوق على القواعد العادية.
و حسب الظروف المناسبة، يجب على الشخص أن يعدّل خططه.
كل الحرب تعتمد على الخدعة.
لذا، عندما تكون قادراً على الهجوم، عليك أن تبدو غير قادر على ذلك؛ وعندما نستخدم قواتنا، علينا أن نظهر خاملين؛ وعندما نكون قريبين، علينا أن نجعل العدو واثقاً بأننا بعيدون؛ أمّا عندما نكون بعيدين، فيجب علينا أن نقنع العدو بأننا قريبون، قريبون جداً.
عزز الفخاخ لتغري العدو. اختلق الفوضى، وقم بسحقه.
إذا كان آمناً في كل النقاط، كن مستعداً له. إذا كان متفوقاً بالقوة، تحاشاه.
إذا كان عدوك ذو طبع حانق، قم بالسعي لإغضابه. ادعي الضعف، حتى تزداد غطرسته.
إذا كان مرتاحاً، لا تعطه الفرصة للراحة. إذا كانت قواته متحدة، حاول تفرقتها.
قم بالهجوم عليه حينما لا يكون جاهزاً، واظهر حيثما لا يتوقعك.
الحيل العسكرية، التي تقود للنصر، يجب ألاّ تكشف مسبقاً.
إنّ القائد الذي يربح المعركة يقوم بالعديد من الحسابات قبل أن تحصل المعركة. القائد الذي خسر المعركة، لم يقم بإجراء إلا القليل من الحسابات قبل الاعتراك. لذا فإنّ القيام بالكثير من الحسابات سيقود إلى النصر، والقليل منها سيقود إلى الهزيمة، لكن كيف حال من لا يقوم بأي حسابٍ أبداً؟؟ بالانتباه إلى هذه الناحية يمكنني رؤية من سيفوز ومن سيخسر قبل وقوع المعركة.

## روابط خارجية
- سون تزو على موقع الموسوعة البريطانية (الإنجليزية)
- سون تزو على موقع ميوزك برينز (الإنجليزية)
- سون تزو على موقع إن إن دي بي (الإنجليزية)